# Gran Premio de Quebec 2017
La 8.ª edición de la clásica ciclista Gran Premio de Quebec se celebró en Canadá el 8 de septiembre de 2017 por los alrededores de la ciudad de Quebec, al que se le dieron 16 vueltas para completar un recorrido de 201,6 kilómetros.
La carrera formó parte del UCI WorldTour 2017, siendo la trigésima tercera competición del calendario de máxima categoría mundial.
La carrera fue ganada por el corredor eslovaco Peter Sagan del equipo Bora-Hansgrohe, en segundo lugar Greg Van Avermaet (BMC Racing) y en tercer lugar Michael Matthews (Team Sunweb).

## Recorrido
El Gran Premio de Quebec dispuso de un recorrido total de 201,6 kilómetros, donde los ciclistas en la parte final disputaron un circuito de 16 vueltas de 12,6 kilómetros hasta la línea de meta.

## Equipos participantes
Tomaron parte en la carrera 20 equipos: 18 de categoría UCI WorldTour 2017 invitados por la organización; 1 de categoría Profesional Continental y una selección nacional. Formando así un pelotón de 160 ciclistas de los que acabaron 142. Los equipos participantes fueron:
| WorldTeams (18)- AG2R La Mondiale - Astana - Bahrain-Merida - BMC Racing Team - Bora-Hansgrohe - Cannondale-Drapac - FDJ - Lotto-Soudal - Movistar Team - Orica-Scott - Quick-Step Floors - Dimension Data - Katusha-Alpecin - Lotto NL-Jumbo - Sky - Team Sunweb - Trek-Segafredo - UAE Team Emirates Equipo continental profesional- Israel Cycling Academy Equipo nacional- Canadá |
| |

## Clasificaciones finales
- Las clasificaciones finalizaron de la siguiente forma:[4]

### Clasificación general
| \| Clasificación general \| Clasificación general \| Clasificación general \| Clasificación general \| Clasificación general \| \| Ciclista \| Ciclista \| Equipo \| Tiempo \| \| \| --------------------- \| --------------------- \| --------------------- \| --------------------- \| --------------------- \| \| 1.º \| Peter Sagan \| Bora-Hansgrohe \| 5 h 00 min 31 s \| \| \| 2.º \| Greg Van Avermaet \| BMC Racing Team \| + 0 s \| \| \| 3.º \| Michael Matthews \| Team Sunweb \| + 0 s \| \| \| 4.º \| Alexis Vuillermoz \| AG2R La Mondiale \| + 0 s \| \| \| 5.º \| Tim Wellens \| Lotto-Soudal \| + 0 s \| \| \| 6.º \| Tom Slagter \| Cannondale-Drapac \| + 0 s \| \| \| 7.º \| Petr Vakoč \| Quick-Step Floors \| + 0 s \| \| \| 8.º \| Sep Vanmarcke \| Cannondale-Drapac \| + 0 s \| \| \| 9.º \| Tony Gallopin \| Lotto-Soudal \| + 0 s \| \| \| 10.º \| Sonny Colbrelli \| Bahrain-Merida \| + 0 s \| \| |                   |                   |                 |
| |                   |                   |                 |
| Fuente: ProCyclingStats |                   |                   |                 |
| Clasificación general |                   |                   |                 |
| Ciclista | Ciclista          | Equipo            | Tiempo          |
| 1.º | Peter Sagan       | Bora-Hansgrohe    | 5 h 00 min 31 s |
| 2.º | Greg Van Avermaet | BMC Racing Team   | + 0 s           |
| 3.º | Michael Matthews  | Team Sunweb       | + 0 s           |
| 4.º | Alexis Vuillermoz | AG2R La Mondiale  | + 0 s           |
| 5.º | Tim Wellens       | Lotto-Soudal      | + 0 s           |
| 6.º | Tom Slagter       | Cannondale-Drapac | + 0 s           |
| 7.º | Petr Vakoč        | Quick-Step Floors | + 0 s           |
| 8.º | Sep Vanmarcke     | Cannondale-Drapac | + 0 s           |
| 9.º | Tony Gallopin     | Lotto-Soudal      | + 0 s           |
| 10.º | Sonny Colbrelli   | Bahrain-Merida    | + 0 s           |

## UCI World Ranking
El Gran Premio de Quebec otorga puntos para el UCI WorldTour 2017 y el UCI World Ranking, este último para corredores de los equipos en las categorías UCI ProTeam, Profesional Continental y Equipos Continentales. Las siguientes tablas son el baremo de puntuación y los corredores que obtuvieron puntos:
| Posición   | 1º  | 2º  | 3º  | 4º  | 5º  | 6º  | 7º  | 8º  | 9º  | 10º |
| Puntuación | 500 | 400 | 325 | 275 | 225 | 175 | 150 | 125 | 100 | 85  |

| 1.º  | Peter Sagan       | Bora-Hansgrohe    | 500 |
| 2.º  | Greg Van Avermaet | BMC Racing        | 400 |
| 3.º  | Michael Matthews  | Sunweb            | 325 |
| 4.º  | Alexis Vuillermoz | Ag2r La Mondiale  | 275 |
| 5.º  | Tim Wellens       | Lotto Soudal      | 225 |
| 6.º  | Tom Slagter       | Cannondale-Drapac | 175 |
| 7.º  | Petr Vakoč        | Quick-Step Floors | 150 |
| 8.º  | Sep Vanmarcke     | Cannondale-Drapac | 125 |
| 9.º  | Tony Gallopin     | Lotto Soudal      | 100 |
| 10.º | Sonny Colbrelli   | Bahrain Merida    | 85  |